# 패밀리코엔마에역
패밀리코엔마에역(일본어: ファミリー公園前駅)은 일본 나라현 야마토코리야마시에 위치한 긴키 닛폰 철도 가시하라 선의 철도역이다. 역 번호는 B 33이며, 상대식 승강장 2면 2선의 구조를 갖춘 지상역이다.

## 타는 곳
| 1 | B 가시하라 선 | 하행 | 다와라모토 · 야마토야기 · 가시하라진구마에 · 요시노 방면                                       |
| 2 | B 가시하라 선 | 상행 | 히라하타 · 덴리 · 야마토사이다이지 · 나라 · 교토 · 오사카난바 · 아마가사키 · 고베산노미야 방면 |

## 이용 현황
- 2005년 11월 8일 : 371명
- 2008년 11월 18일 : 318명
- 2010년 11월 9일 : 439명
- 2012년 11월 13일 : 348명
- 2015년 11월 10일 : 434명

## 역 주변
- 마호로바 건강 파크 - 나라 현 정화 센터 공원을 재정비해서, 새로 개업할 때에 명칭을 변경.
  - 스윔 피아 나라
  - 야구장
  - 테니스 코트
- 나라 건강 랜드

## 인접 역
| 긴키 닛폰 철도 B 가시하라 선       | 긴키 닛폰 철도 B 가시하라 선 | 긴키 닛폰 철도 B 가시하라 선     |
| ---------------------------------- | ---------------------------- | -------------------------------- |
| B32 히라하타 야마토사이다이지 방면 | B 가시하라 선                | 유자키 B34 가시하라진구마에 방면 |